# كوفيد الطويل

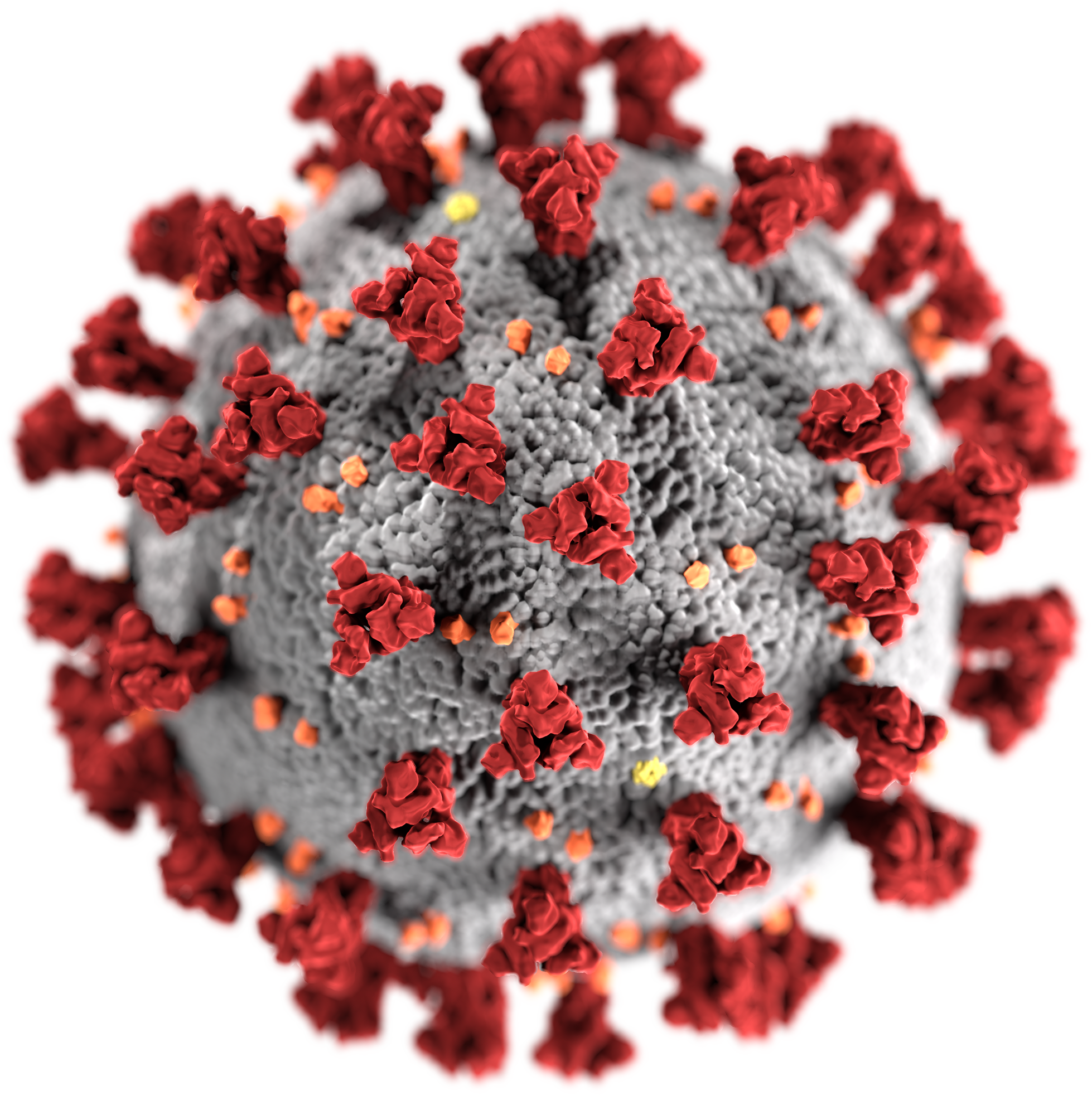

يشير مصطلح «كوفيد الطويل» أو «مرض فيروس كورونا طويل الأمد» إلى العقابيل طويلة الأمد لمرض فيروس كورونا 2019، إذ يذكر 10 إلى 20% من المصابين بمرض فيروس كورونا إصابتهم بمجموعة من الأعراض المستمرة لمدة أكثر من شهر، كما يذكر 2.2% من الأشخاص (واحد من كل 45 مصابًا سابقًا) استمرار أعراض معينة لمدة أكثر من 12 أسبوعًا. تشمل هذه العقابيل طويلة الأمد التعب الشديد والصداع والزلة التنفسية وفقدان حاسة الشم والضعف العضلي والحمى منخفضة الدرجة والاضطراب المعرفي (’الضباب الدماغي’) وتساقط الشعر. تعمل الدراسات على البحث في الجوانب المختلفة لكوفيد الطويل، ولكن الوقت ما يزال مبكرًا على الوصول إلى نتائج اعتبارًا من أكتوبر 2020، على الرغم من أن إحدى الدراسات اقترحت عددًا من عوامل الخطر المؤهبة لتطور المرض.
كثيرًا ما يُشار إلى المصابين بكوفيد الطويل باسم «المرضى طويلي الأمد». تحركت السلطات الصحية في عدد من الدول للتعامل مع هذه المجموعة من المرضى، وذلك من خلال إنشاء عيادات مختصة و/أو تقديم الاستشارات للأطباء.

## خلفية
مع مرور الوقت منذ التقارير الأولى للمرض في ديسمبر 2019 مرورًا بانتشار الجائحة العالمية لمرض فيروس كورونا 2019 (كوفيد=19) خلال عام 2020، بدأ تتضح صورة المرض كحالة مرضية طويلة الأمد بالنسبة إلى العديد من الأشخاص، ولوحظت لدى الأشخاص الذين كانوا مصابين بحالات خفيفة إلى متوسطة من المرض إضافة إلى الأشخاص المقبولين في المشافي بحالات مرضية أكثر شدة.
تقترح بعض الدراسات أن واحدًا من كل خمسة مصابين أو واحدًا من كل عشرة مصابين بمرض فيروس كورونا سوف يعاني من أعراض تستمر لمدة أكثر من شهر. يقترح تحليل باكر أجراه المعهد الوطني للبحوث الصحية في المملكة المتحدة أن أعراض كوفيد الطويل المستمرة قد تكون ناتجة عن أربع متلازمات هي: الأذى الدائم للرئتين والقلب إضافة إلى متلازمة ما بعد العناية المركزة ومتلازمة التعب بعد الإصابة الفيروسية واستمرار أعراض مرض فيروس كورونا.
يعاني معظم (حتى 80%) من الأشخاص المقبولين في المشافي إثر إصابة مرضية شديدة مشاكل صحية طويلة الأمد مثل التعب وضيق التنفس (الزلة التنفسية). من المرجح أن المرضى المصابين بإصابة بدئية شديدة، خصوصًا أولئك الذين احتاجوا إلى التهوية الآلية للمساعدة على التنفس، سوف يصابون لاحقًا من متلازمة ما بعد العناية المركزة بعد التعافي من المرض.

## المصطلح
اسم «كوفيد الطويل» هو مصطلح صادر عن المرضى بدأ استخدامه على ما يبدو كعلامة مربع (هاشتاغ) استخدمتها إليزا بيريغو على تويتر.
يُشار إلى المصابين غالبًا باسم «المرضى طويلي الأمد».

## الأعراض
تشمل الأعراض المرتبطة بكوفيد الطويل ما يلي:
- التعب الشديد.
- الضعف العضلي.
- حمى منخفضة الدرجة.
- عدم القدرة على التركيز.
- اضطرابات في الذاكرة.
- تبدلات في المزاج، ترافق في بعض الحالات مع الاكتئاب أو مشاكل في الصحة النفسية.
- مشاكل في النوم.
- الصداع.
- آلام مفصلية.
- شعور بوخز الإبر في الطرفين العلوين والسفليين.
- الإسهال وهجمات من التقيؤ.
- فقدان حاستي الشم والتذوق.
- ألم في البلعوم وصعوبة في البلع.
- بداية جديدة للداء السكري وارتفاع ضغط الدم.
- طفح جلدي.
- ضيق في التنفس.
- ألم في الصدر.
- خفقان في القلب.
- تساقط الشعر.

## عوامل الخطر
وفقًا لدراسة من كلية كينجز لندن صادرة في الحادي والعشرين من أكتوبر 2020 (لكنها لم تخضع لمراجعة الأقران حتى الآن)، قد تتضمن عوامل الخطر المرتبطة بكوفيد الطويل ما يلي:
- العمر: خصوصًا أولئك البالغون من العمر أكثر من 50 سنة.
- الجنس: الجنس المؤنث (في الفئة العمرية الصغيرة).
- الوزن الزائد.
- الربو.
- الإصابة بأكثر من خمسة أعراض خلال الأسبوع الأول من العدوى بمرض فيروس كورونا (مثل السعال والضعف والصداع والإسهال وفقدان حاسة الشم).

## الدراسات
في أبريل ومايو 2020، أُجريت متابعة شملت 143 مريضًا خاضعًا في السابق للاستشفاء في العناية المشددة في مدينة روما الإيطالية. ذكر 87.4% منهم بقاء عرض واحد على الأقل، خصوصًا الضعف العام والزلة التنفسية.
وجدت دراسة في كلية كينجز لندن أن نسبة تقدر بـ 10% من المصابين بمرض فيروس كورونا في المملكة المتحدة لم يتعافوا خلال الأسابيع الثلاثة الأولى، كما عانى نحو 250,000 شخص من استمرار الأعراض لمدة 30 يومًا أو أكثر.
في الأول من سبتمبر 2020، نشرت دورية ذا لانسيت للأمراض المزمنة مقالًا صادرًا عن 15 طبيبًا يحتصر أكثر الشكايات شيوعًا للأشخاص المتعافين من مرض فيروس كورونا 2020، والذين عانوا من درجات مختلفة من الخطورة خلال المرحلة الحادة. أعلنوا عن دراستهم الوصفية لمئة مريض متعافٍ أو في طور التعافي ونشروها في يوليو 2020، وجدت الدراسة أن نسبة 78% من المرضى ظهرت لديهم موجودات قلبية وعائية شاذة عند التصوير بالرنين المغناطيسي (وسطيًا بعد التشخيص بـ 71 يومًا)، كما عانى 36 منهم من الزلة التنفسية والتعب غير الطبيعي. في حين لم تكن العقابيل طويلة الأمد للمرض معروفة حتى ذلك الوقت، ذكر كتاب الدراسة وجود حاجة إلى البحث في جوانب هذه التأثيرات طويلة الأمد، ومن ضمنه توقع مجموعات المرضى المعرضين للإصابة بشكل أكبر، إضافة إلى تدبير المرحلة الحادة ما قد يساعد على تجنب هذه الأعراض ومراحل الاستجابة المناعية عند هؤلاء المرضى والعوامل الوراثية المحددة لهذه الإصابات والعلاجات الممكنة للأعراض.
ينظر عدد من الدراسات إلى التأثيرات طويلة الأمد للفيروس على بعض الأشخاص. لوحظ طيف واسع من الأذيات الواقعة على الأعضاء الأخرى، وهي تشمل الجهاز العصبي وإمكانية إصابة الكليتين والكبد والأنبوب الهضمي. ذُكرت أعراض مثل تراجع وظائف الرئتين والقلب ونقص القدرة على ممارسة التمارين الرياضية بشكل شائع.
إضافة إلى ذلك، ما زال سبب عدد من الأعراض مجهولًا مثل التعب والألم المفصلي و«الضباب الدماغي» والحمى، ما أدى إلى عقد مقارنات مع متلازمة التعب المزمن أو التهاب الدماغ والنخاع المؤلم للعضلات، على الرغم كونها مختلفة عن هكذا تشخيص إذ يعتمد على معايير أخرى. يأمل الأطباء إيجاد أسباب محددة للأعراض الملاحظة لدى «المرضى طويلي الأمد» بمرض فيروس كورونا، خاصة الشباب منهم والذين كانوا في السابق بلياقة وصحة جيدتين، إذ أن علاج هؤلاء المرضى سوف يختلف بناء على الآلية الممرضة، والتي قد تكون استمرار العدوى أو الاضطرابات المناعية أو أذية القلب أو الرئتين أو الالتهاب أو أسبابًا أخرى.
تجري كل من جامعة ليستر والمشافي الجامعية في ليستر التابعة لهيئة الخدمات الصحية الوطنية في المملكة المتحدة دراسة ضخمة حول التأثيرات الصحية طويلة الأمد لمرض فيروس كورونا 2019 اعتبارًا من أغسطس 2020.

## استجابات الأنظمة الصحية

### أستراليا
في أكتوبر 2020، قال دليل منشور من قبل الجمعية الملكية الأسترالية لممارسي الطب العام (آر إيه سي جي بي) إن الأعراض المستمرة لمرض فيروس كورونا بعد الإصابة مثل التعب والزلة التنفسية والألم الصدري ستحتاج إلى علاج من قبل الطبيب العام، إلى جانب الأعراض الأكثر شدة والموثقة مسبقًا.

### المملكة المتحدة
في بريطانيا، بدأت هيئة الخدمات الصحية الوطنية بافتتاح عيادات مختصة لعلاج كوفيد الطويل. حُذر رؤساء الخدمات الطبية الأربعة الكبار في المملكة المتحدة من القلق الأكاديمي حول كوفيد الطويل في الحادي والعشرين من سبتمبر 2020 في رسالة منشورة في المجلة الطبية البريطانية وكتبتها تريشا غرينهالغ.
وقع هذه الرسالة عدد من الأكاديميين مثل ديفيد هانتر ومارتن ماكي وسوزان ميتشي وميليندا ميلز وكريستينا بيغل وستيفن رايتشر وغابرييل سكالي وديفي سريدهار وتشارلز تانوك ويي وي تيه وهاري بيرنز رئيس الخدمات الطبية السابق في اسكتلندا. في أكتوبر 2020، أعلن رئيس هيئة الخدمات الصحية الوطنية في إنجلترا سيمون ستيفنز أن الهيئة خصصت مبلغ 10 ملايين جنيه إسترليني للإنفاق خلال هذا العام على إنشاء عيادات لعلاج كوفيد الطويل بهدف تقييم الحالة الجسدية والعقلية والنفسية للمرضى وتقديم العلاج المختص. أُعلن عن توصيات سريرية مستقبلية، مع التخطيط مستقبلًا لإجراء الأبحاث على 10,000 مريض والتخطيط لتشكيل فرقة عمليات مختصة، إضافة إلى خدمة إعادة تأهيل فعالة عبر الإنترنت. وذلك باسم «يور كوفيد ريكفري».